# Maximilian I av Mexiko
Ferdinand Maximilian, född 6 juli 1832 på slottet Schönbrunn i Wien, död 19 juni 1867 nära Querétaro i Mexiko, var ärkehertig av Österrike av huset Habsburg-Lothringen och senare kejsare av Mexiko 1864–1867.

## Tidigt liv
Under åren 1857–1863, strax innan han blev kejsare av Mexiko, var Maximilian vicekung i kungariket Lombardiet-Venetien. Det var ett österrikiskt kronland i norra Italien som gick förlorat för Österrike i samband med Italiens enande.
Maximilian var son till ärkehertig Frans Karl av Österrike och prinsessan Sofia av Bayern samt yngre bror till kejsar Frans Josef I av Österrike. Han gifte sig med Charlotte av Belgien i Bryssel den 27 juli 1857; äktenskapet blev barnlöst.
När den franske kejsaren Napoleon III:s trupper besatte Mexiko 1864 på grund av obetalda skulder, blev Maximilian erbjuden att bli kejsare av landet, vilket han accepterade. Maximilian ledde Frankrikes invasion till Mexiko.

## Kejsare av Mexiko

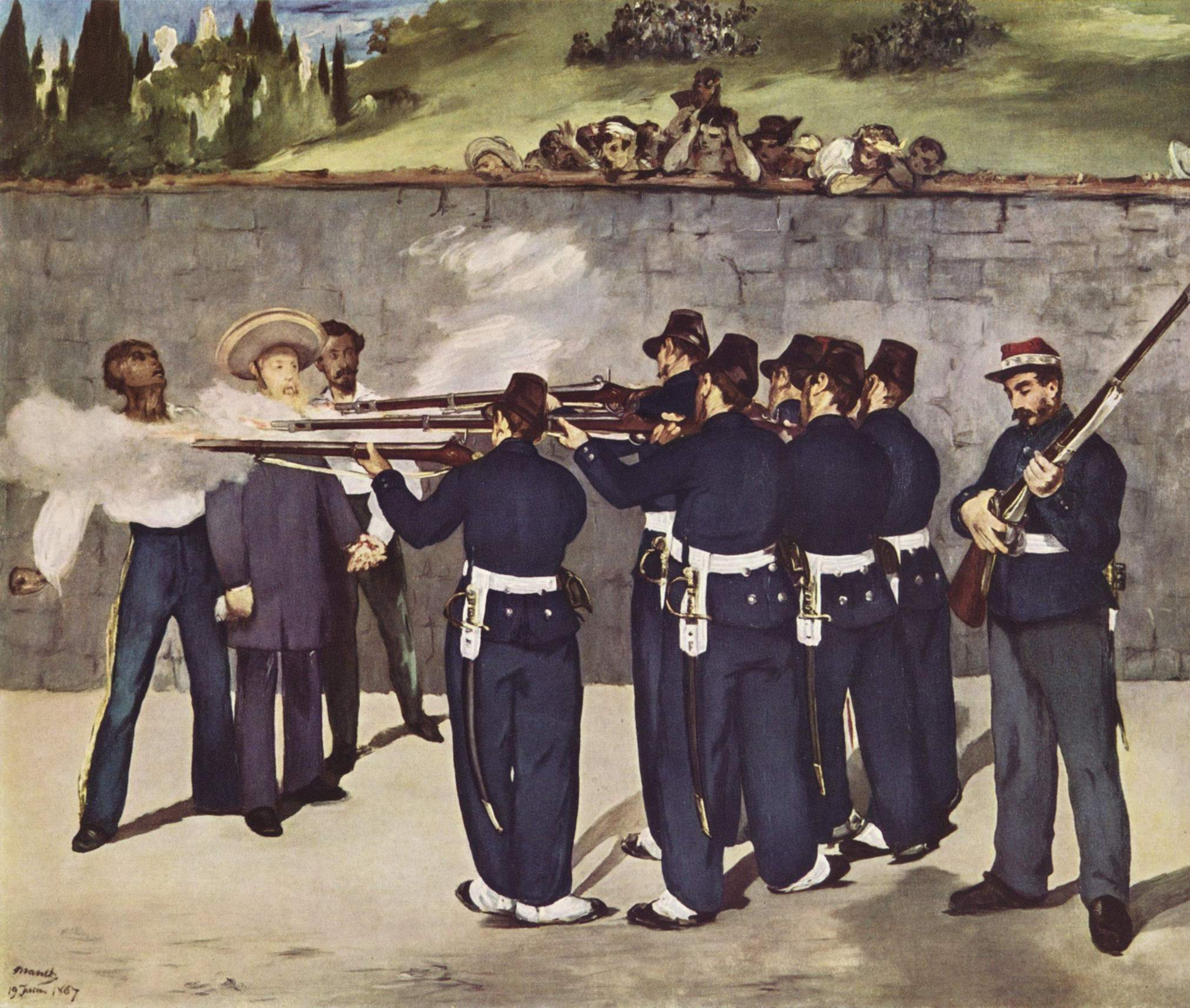
Arkebuseringen av kejsar Maximilian av Édouard Manet.

I maj 1864 landsteg Maximilian och Charlotte i Veracruz och fick ett glänsande mottagande av jublande folkskaror. Men därpå följde missräkning på missräkning. Det tidigare allsmäktiga prästerskapet ville lika lite som den franske överbefälhavaren Bazaine avstå ifrån makten. Kejsarens bemödanden om att vinna folkets tillgivenhet och återställa lugn och ordning misslyckades på grund av det utbredda missnöjet och de usla finanserna. Trots vissa framgångar lyckades Maximilian inte få bukt med Benito Juárez, som oavlåtligt arbetade för att störta främlingsväldet. Även USA:s inflytande verkade förlamande. En protest från den amerikanska regeringens sida omintetgjorde upprättandet av en österrikisk främlingslegion. Napoleon III drog till slut sin hand tillbaka från hela affären när han insåg att hans mexikanska projekt inte hade någon framtid. Maximilians kröning hölls den 10 juni 1864.
USA tvingade 1866 Napoleon III att dra tillbaka trupperna i Mexiko. Maximilian valde dock att stanna kvar i landet. Han skickade emellertid iväg sin hustru, Charlotte, till Europa för att tala för hans sak hos såväl Napoleon III som hos påve Pius IX i Rom. Denna ansträngning blev dock resultatlös, och Charlotte drabbades efter misslyckandet av sinnessjukdom. Under tiden hade händelserna i Mexiko utvecklat sig mycket olyckligt för kejsaren, som nu förbannade sitt oförstånd att ha litat på Napoleons uppriktighet och plikttrohet. Underrättelsen om hans gemåls sorgliga öde ledde till att han insjuknade, men när han fick veta att hans överbefälhavare Miguel Miramón lidit ett svårt nederlag mot den republikanske härföraren Mariano Escobedo, ryckte han än en gång upp sig och drog själv mot segraren. Maximilian hoppades nu att på detta sätt få en ärofull död som soldat, men även detta hopp gäckades. En av hans förtrogna, överste Miguel López, förrådde honom, och Maximilian tillfångatogs i maj 1867.

### Död
En krigsrätt dömde därefter Maximilian, vid sidan av generalerna Miramón och Mejía, till arkebusering. Europeiska makter och USA protesterade mot avrättandet av en suverän av furstligt blod, men förgäves.
Krigsrättens dödsdom verkställdes den 19 juni 1867 i Querétaro. Kejsar Frans Josefs anhållan om utlämnande av broderns lik beviljades; det fördes hem av amiral Tegetthoff på fregatten "Novara" – samma fartyg som tre år tidigare hade fört kejsarparet till Mexiko – och nedsattes den 18 januari 1868 i Habsburgarnas gravvalv i Kapucinkyrkan i Wien.

## Utmärkelser

### Mexikanska
- stormästaren av Mexikanska örnens orden (grundare, 1865)[7]
- stormästaren av Guadeloupeorden (1864)[8]

### Utländska
- riddaren av Gyllene skinnets orden (Österrike-Ungern, 1852)
- storkors av Sankt Stefansorden (Österrike-Ungern, 1856)
- riddare av Sankt Andreas orden (Ryssland)
- riddare av Alexander Nevskijorden (Ryssland)
- riddare av Vita örnens orden (Ryssland)
- Sankt Annas orden i 1 klass (Ryssland)
- Sankt Stanislausorden i 1 klass (Ryssland)
- storkors av Hederslegionen (Frankrike)
- storkors av Södra korsets orden (Brasilien)
- kedja av Svarta örns orden (Preussen, 1866)
- storkors av Röda örns orden (Preussen, 1852)
- riddare av Sankt Hubertusorden (Bayern, 1949)
- storkors av Nederländska Lejonorden (Nederländerna, 1856)
- storkors av Torn- och svärdsorden (Portugal, 1852)
- storkors av Leopoldsorden (Belgien)
- storkors av Frälsarens orden (Grekland)
- riddare av Tapperhets orden (Baden, 1856)
- storkors av Zähringer Löwenorden (Baden, 1856)
- storkors av Piusorden (Vatikanstaten)
- storkors av Ludwigorden (Hessen)

Källa: